# Таратун Іван Опанасович
Іван Опанасович Таратун (17 листопада 1918, Карабутове, Сумська область — 1992) — учасник німецько-радянської війни, нагороджений орденом Вітчизняної війни II ступеня та орденом Слави III ступеня.

## Біографія
Народився 1918 року в селі Карабутове, тепер Конотопського району Сумської області. Закінчив 5 класів місцевої школи.
Призваний на військову службу 10 вересня 1939 року, 7 листопада того ж року прийняв військову присягу. З 1939 по 1941 проходив службу в полку МВС на посаді стрільця. З вересня 1943 по серпень 1944 був кухарем у 161 стрілецькому полку. У 1943 році потрапив в німецький полон у Харківській області з якого йому вдалося втекти. З серпня 1944 і до закінчення війни був їздовим  82мм міномету у 1176 стрілецькому полку. 
18 квітня 1945 при форсуванні річки першим з розрахунку форсував річку і висунувся на бойову позицію де мінометним вогнем знищив до 20 німецьких солдат. 25 квітня 1945 року на підступах до Берліну вогнем із міномету знищив до 10  німецьких солдатів та офіцерів. 29 квітня 1945 при відбитті контратаки знищив зі стрілецької зброї 12 німців.
Звільнений з військової служби у 1946 році.

## Нагороди
- Орден Вітчизняної Війни II ступеня[2].
- Орден Слави III ступеня.
- Медаль «За відвагу».
- Медаль «За взяття Берліна».
- Медаль «За перемогу над Німеччиною у Великій Вітчизняній війні 1941—1945 рр.».
- Медаль «30 років перемоги у Великій Вітчизняній війні 1941—1945 рр.».
- Медаль «40 років перемоги у Великій Вітчизняній війні 1941—1945 рр.».
- Медаль «60 років Збройних Сил СРСР».
- Медаль «70 років Збройних Сил СРСР».
- Медаль «Ветеран праці».